# Anh hùng xạ điêu (phim truyền hình 2017)
Xạ điêu anh hùng truyện (giản thể: 射雕英雄传; phồn thể: 射鵰英雄傳; bính âm: Shè Diāo Yīng Xióng Zhuàn) là bộ phim truyền hình do Công ty điện ảnh Hoa Sách và Hoàn Mỹ ảnh thị sản xuất dựa trên bộ truyện cùng tên của nhà văn Kim Dung. Phim do Ngô Đôn sản xuất, Tưởng Gia Tuấn đạo diễn. Dương Húc Văn, Lý Nhất Đồng, Trần Tinh Húc và Mạnh Tử  Nghĩa diễn chính; Lữ Lương Vĩ, Triệu Lập Tân và Dư Ngai Lỗi tham gia diễn xuất. Quay từ tháng 3 năm 2016 đến tháng 8, được phát sóng lần đầu tiên trên kênh truyền hình Đông Phương của Trung Quốc vào ngày 9 tháng 1 năm 2017 ; Iqiyi Đài Loan phát hành 2 tập mỗi thứ hai và thứ ba hàng tuần lúc 00:00.
Ở Hồng Kông TVB độc quyền phát sóng từ 8 tháng 5 năm 2017 từ thứ hai đến thứ sáu hàng tuần vào lúc 20:30 trên TVB Jade .
Ở Đài Loan Đài truyền hình Trung Thiên độc quyền phát sóng từ 9 tháng 10 năm 2017 từ thứ hai đến thứ sáu hàng tuần vào lúc 20:00 trên kênh tổng hợp Đài truyền hình Trung Thiên.
Là một trong những bộ phim làm lại được đánh giá cao nhất, phim giành giải thưởng tại Golden Guduo Media Awards lần II và được phát hành rộng rãi ở truyền hình Việt Nam và 11 quốc gia châu Á sau khi được trình chiếu ở các đài truyền hình Trung Quốc.
Phim được đầu tư gần 200 triệu nhân dân tệ (khoảng 29 triệu USD). Phần lớn kinh phí dùng cho việc quay ngoại cảnh, trang phục, đạo cụ... Cát-xê cho diễn viên chiếm đến một phần ba tổng kinh phí, trong đó có thù lao cho 100.000 lượt diễn viên quần chúng.

## Diễn viên

### Diễn viên chính
| Diễn viên                             | Vai         | Lồng tiếng Trung Quốc   | Lồng tiếng Việt Ngữ                                        |
| ------------------------------------- | ----------- | ----------------------- | ---------------------------------------------------------- |
| Dương Húc Văn Tuổi thơ：Đổng Lý Vô Ưu | Quách Tĩnh  | Tiền Văn Thanh (钱文青) | Trương Phương Chính (张方正) Tuổi thơ：Hoàng Hân Du 黄昕瑜 |
| Lý Nhất Đồng                          | Hoàng Dung  | Từ Giai Kỳ              | Thanh Dao Anh (成瑶孆)                                     |
| Trần Tinh Húc                         | Dương Khang | Bành Nghiêu (彭尧)      | Lý Khải Kiệt (李凯杰)                                      |
| Mạnh Tử Nghĩa                         | Mục Niệm Từ | Lý Thi Minh (李诗萌)    | Hà Lộ Di (何璐怡)                                          |

### Diễn viên khác

#### Ngưu Gia thôn
| Diễn viên     | Vai               | Lồng tiếng Trung Quốc    | Lồng tiếng Việt Ngữ      |
| ------------- | ----------------- | ------------------------ | ------------------------ |
| Tăng Lê       | Lý Bình           |                          | Lục Huệ Linh (陸惠玲)    |
| Thiệu Binh    | Quách Khiếu Thiên |                          | Chiêu Thế Lượng (招世亮) |
| Lưu Thiên Hàm | Bao Tích Nhược    | Trịnh Tiểu Phác (郑小璞) | Tăng Tú Thanh (曾秀清)   |
| Lý Tông Hàn   | Dương Thiết Tâm   | Vương Lỗi                | Lôi Đình (雷霆)          |

#### Nam Tống
| Diễn viên   | Vai            | Lồng tiếng Việt Ngữ  |
| ----------- | -------------- | -------------------- |
| Dư Ngai Lỗi | Đoàn Thiên Đức | (Lưu Dịch Hi 刘奕希) |

#### Chùa Pháp Hoa
| Diễn viên      | Vai             | Lồng tiếng Trung Quốc     | Lồng tiếng Việt Ngữ |
| -------------- | --------------- | ------------------------- | ------------------- |
| Hầu Đồng Giang | Tiêu Mộc đại sư | Quách Chính Kiến (郭政建) | Đàm Bỉnh Văn        |

#### Đại Lý Đoàn Thị
| Diễn viên     | Vai                                       | Lồng tiếng Trung Quốc    | Lồng tiếng Việt Ngữ       |
| ------------- | ----------------------------------------- | ------------------------ | ------------------------- |
| Lữ Lương Vĩ   | Đoàn Trí Hưng（Nhất Đăng đại sư, Nam Đế） | Vương Minh Quân (王明军) | Trần Hân (陳欣)           |
| Trương Giai Y | Lưu Anh（Anh Cô）                         | Trịnh Nham (郑岩)        | Hoàng Ngọc Quyên (黃玉娟) |
| Hồ Bác        | Điểm Thương Ngư Ẩn （Ngư）                |                          | Lương Vĩ Đức (梁偉德)     |
| Trương Lộ     | Tiều phu（Tiều）                          |                          | Đặng Chí Kiên (邓志坚)    |
| Doãn Thạc     | Võ Tam Thông（Canh）                      |                          | Trương Cẩm Giang (張錦江) |
| Lương Kim San | Chu Tử Liễu（Độc）                        | Vương Khải               | Hoàng Khải Xương (黃啟昌) |

#### Cái Bang
| Diễn viên      | Vai                       | Lồng tiếng Trung Quốc | Lồng tiếng Việt Ngữ     |
| -------------- | ------------------------- | --------------------- | ----------------------- |
| Triệu Lập Tân  | Hồng Thất Công（Bắc Cái） | Nguyên âm             | Lý Cẩm Luân (李锦纶)    |
| Tống Khánh     | Lỗ Hữu Cước               |                       | Lưu Dịch Hi (刘奕希)    |
| Phạm Trung Hoa | Giản trưởng lão           |                       | Trần Trác Trí (陈卓智)  |
| Lưu Vũ         | Lương trưởng lão          |                       | Lý Trí Lâm (李致林)     |
| Lô Sâm Bảo     | Bành trưởng lão           |                       |                         |
| Hà Quả Hiên    | Lê Sanh                   |                       | Quan Lệnh Kiều (关令翘) |
| Hứa Khải Hàng  | Dư Triệu Hưng             |                       |                         |

#### Đào Hoa đảo
| Diễn viên      | Vai                      | Lồng tiếng Trung Quốc     | Lồng tiếng Việt Ngữ     |
| -------------- | ------------------------ | ------------------------- | ----------------------- |
| Miêu Kiều Vĩ   | Hoàng Dược Sư（Đông Tà） | Chu Dã Mang (周野芒)      | Phan Văn Bách (潘文柏)  |
| Lý Y Hiểu      | Phùng Hằng               | Dương Tịnh (杨婧)         | Lưu Huệ Văn (劉惠雲)    |
| Mễ Lộ          | Mai Siêu Phong           | Trương Nghệ (张艾)        | Chiêm Kiện Nhi (詹健兒) |
| Trương Hỷ Lai  | Trần Huyền Phong         |                           | Quan Lệnh Kiều (关令翘) |
| （Không có）   | Khúc Linh Phong          |                           |                         |
| Thường Thành   | Lục Thừa Phong           |                           | Đặng Chí Kiên (邓志坚)  |
| Cung Chính Nam | Lục Quán Anh             | Vương Thần Quang (王晨光) | Tào Khải Khiêm (曹啟謙) |
| Hạ Tử Đồng     | Cô ngốc                  |                           | La Khổng Nhu (羅孔柔)   |

#### Bạch Đà sơn trang
| Diễn viên     | Vai                       | Lồng tiếng Trung Quốc      | Lồng tiếng Việt Ngữ     |
| ------------- | ------------------------- | -------------------------- | ----------------------- |
| Hắc Tử        | Âu Dương Phong（Tây Độc） | Dương Mặc (杨默)           | Trần Đình Hiên (陳廷軒) |
| Lưu Trí Dương | Âu Dương Khắc             | Dương Thiên Tường (杨天翔) | Trương Dụ Đông (張裕東) |

#### Toàn Chân đạo
| Diễn viên      | Vai                                 | Lồng tiếng Trung Quốc   | Lồng tiếng Việt Ngữ        |
| -------------- | ----------------------------------- | ----------------------- | -------------------------- |
| Hàn Đống       | Vương Trùng Dương（Trung Thần Thông | Vương Khải              | Tô Cường Văn (蘇強文)      |
| Ninh Văn Đồng  | Chu Bá Thông                        | Nguyên âm               | Diệp Chấn Thanh (葉振聲)   |
| Vương Lực      | Mã Ngọc                             | Khúc Kính Quốc (曲敬国) | Trương Bỉnh Cường (張炳強) |
| Thiệu Phong    | Khâu Xử Cơ                          | Ngô Lăng Vân            | Trần Hân (陳欣)            |
| Quách Quân     | Vương Xứ Nhất                       | Thang Thủy Vũ (汤水雨)  | Lưu Chiêu Văn (劉昭文)     |
| Tống Đào       | Lưu Xứ Huyền                        |                         |                            |
| Lưu Uy         | Hác Đại Thông                       |                         |                            |
| Triệu Thu Sinh | Đàm Xứ Đoan                         |                         | Lý Trí Lâm (李致林)        |
| Triệu Thông    | Tôn Bất Nhị                         |                         | Trịnh Lệ Lệ (鄭麗麗)       |
| Vương Lâm      | Doãn Chí Bình                       |                         |                            |
| Tùy Vũ Mông    | Trình Dao Già                       | Diêm Minh Minh (阎萌萌) | Trương Tụng Hân (張頌欣)   |

#### Thiết Chưởng bang
| Diễn viên       | Vai                             | Lồng tiếng Trung Quốc    | Lồng tiếng Việt Ngữ      |
| --------------- | ------------------------------- | ------------------------ | ------------------------ |
| Tưởng Nhất Minh | Cừu Thiên Trượng Cừu Thiên Nhận | Trương Diêu Hàm (张遥函) | Chiêu Thế Lượng (招世亮) |

#### Giang Nam thất quái
| Diễn viên         | Vai                               | Lồng tiếng Trung Quốc   | Lồng tiếng Việt Ngữ       |
| ----------------- | --------------------------------- | ----------------------- | ------------------------- |
| Vương Khuê Vinh   | Kha Trấn Ác（Phi thiên biển bức） | Nguyên âm               | Chu Tử Thông (朱子聰)     |
| Cơ Thần Mục       | Chu Thông（Diệu thủ thư sinh）    | Lăng Chấn Hách (凌振赫) | Tô Cường Văn (蘇強文)     |
| Vương Xuân Nguyên | Hàn Bảo Câu（Mã vương thần）      |                         | Trần Vĩnh Tín (陳永信)    |
| Mã Kinh Kinh      | Nam Hi Nhân（Nam sơn tiều tử）    |                         | Trương Cẩm Giang (張錦江) |
| Tín Bằng          | Trương A Sinh（Tiếu di đà）       | Phùng Thịnh (冯盛)      | Trần Trác Trí (陳卓智)    |
| Long Đức          | Toàn Kim Phát（鬧市隱俠）         | Lý Nam (李楠)           | Phùng Cẩm Đường (馮錦堂)  |
| Tiêu Nhân         | Hàn Tiểu Oanh（Việt nữ kiếm）     | Lộ Hải Yến (路海燕)     | Chu Diệu Lan (朱妙蘭)     |

#### Mông Cổ
| Diễn viên                              | Vai                                | Lồng tiếng Trung Quốc   | Lồng tiếng Việt Ngữ                                   |
| -------------------------------------- | ---------------------------------- | ----------------------- | ----------------------------------------------------- |
| Trịnh Bân Huy                          | Thiết Mộc Chân（Thành Cát Tư Hãn ) | Phạm Triết Sâm (范哲琛) | Diệp Chấn Thanh (葉振聲)                              |
| Phó Thiên Kiêu                         | Triết Biệt                         |                         | Lý Trấn Nhiên (李鎮然)                                |
| Đại Văn Văn                            | Hoa Tranh                          |                         | Lăng Hi (凌晞)                                        |
| Hầu Thụy Tường Tuổi thơ：Trương Tử Hào | Đà Lôi                             | Lý Lộ (李璐)            | Vu Triết Kỳ (巫哲棋) Tuổi thơ：Ngụy Huệ Nga (魏惠娥)  |
| Nặc Mẫn Đạt Lai                        | Thuật Xích                         |                         |                                                       |
| Ngải Lực Khố                           | Sát Hợp Đài                        |                         |                                                       |
| Bảo Địch                               | Oa Khoát Đài                       |                         |                                                       |
| An Kỳ Nhi                              | Mộc Hoa Lê                         |                         | Lưu Chiêu Văn (劉昭文)                                |
| Tô Lực Đức                             | Bác Nhĩ Truật                      |                         | Trần Diệu Nam (陳耀楠)                                |
| Hoành Thông Ba Đồ                      | Trát Mộc Hợp                       |                         | Trần Vĩnh Tín (陳永信)                                |
| Ô Nhật Cát Đồ                          | Vương Hãn                          |                         | Lô Quốc Quyền (盧國權)                                |
| Bạch Sa                                | Tang Côn                           |                         | Trần Trác Trí (陳卓智)                                |
| Cương Đức Nhĩ Tuổi thơ：Cao Vũ Dương   | Đô Sử                              |                         | Chu Ỷ Thiên (周倚天) Tuổi thơ：Lâm Đan Phụng (林丹鳳) |

#### Đại Kim
| Diễn viên       | Vai                  | Lồng tiếng Trung Quốc | Lồng tiếng Việt Ngữ       |
| --------------- | -------------------- | --------------------- | ------------------------- |
| Tông Phong Nham | Hoàng Nhan Hồng Liệt | Trương Chấn           | Tiêu Huy Dũng (蕭徽勇)    |
| Cao Ngọc Khánh  | Lương Tử Ông         |                       | Phùng Chí Huy (馮志輝)    |
| Nhâm Hi Hồng    | Linh Trí Thượng Nhân |                       | Chu Ỷ Thiên (周倚天)      |
| Lâm Dĩ Chính    | Sa Thông Thiên       |                       | Trần Trác Trí (陳卓智)    |
| Cô Đức Siêu     | Hầu Thông Hải        |                       | Hoàng Khải Xương (黃啟昌) |
| Tôn Hạo         | Bành Liên Hổ         |                       | Trần Diệu Nam (陳耀楠)    |

#### Hoàng Hà Tứ Quỷ
| Diễn viên      | Vai                                 | Lồng tiếng Việt Ngữ      |
| -------------- | ----------------------------------- | ------------------------ |
| Phiền Kiến Vân | Thẩm Thanh Cương （Đoạn Hồn Đao）   | Trần Thành Cảng (陳成港) |
| Triệu Súy      | Ngô Thanh Liệt （Truy Mệnh Thương） |                          |
| Cổ Tiến        | Mã Thanh Hùng （Đoạt Phách Tiên）   |                          |
| Lưu Đào Đào    | Tiền Thanh Kiện （Táng Môn Phủ ）   |                          |

## Nhạc phim

### Trung Quốc
| Tên                               | Lời            | Sáng tác       | Trình bày       | Loại                                              |
| --------------------------------- | -------------- | -------------- | --------------- | ------------------------------------------------- |
| Từng yêu ai (爱过谁)              | Uông Tô Lang   | Uông Tô Lang   | Thượng Văn Tiệp | OST                                               |
| Kiếm Hồn (剑魂)                   | Uông Tô Lang   | Uông Tô Lang   | Lý Vĩ (李炜)    | Sáp khúc                                          |
| Giang hồ thiên hạ (江湖天下)      | Đàm Tiếu Thông | Đàm Tiếu Thông | Uông Tô Lang    | Sáp khúc                                          |
| Kiệt sức (灸時光)                 |                | Uông Tô Lang   |                 | Phiên bản âm thuần                                |
| Niết bàng thiếu niên (涅槃少年)   |                | Uông Tô Lang   |                 | Phiên bản âm thuần                                |
| Thanh niên · Võ thuật (青春·武侠) |                | Uông Tô Lang   |                 |                                                   |
| Thiết huyết đan tâm (鐵血丹心)    |                | Cố Gia Huy     |                 | Nhạc đầu phim, nhạc kết phim (Phiên bản âm thuần) |

### Hồng Kông
| Tên                         | Lời      | Sáng tác         | Biên khúc        | Sản xuất                 | Trình bày    | Loại          |
| --------------------------- | -------- | ---------------- | ---------------- | ------------------------ | ------------ | ------------- |
| Tôi không trở về (我不归去) | Dương Hi | Trương Gia Thành | Trương Gia Thành | Hà Triết Đồ, Vi Cảnh Vân | Đàm Gia Nghi | Nhạc kết phim |

### Đài Loan
| Tên                        | Tên tiếng Anh  | Lời            | Sáng tác       | Trình bày    | Loại          |
| -------------------------- | -------------- | -------------- | -------------- | ------------ | ------------- |
| Không bình thường (不像話) | Nothing To Say | Thi Giai Dươmg | Thi Giai Dươmg | Lã Sắc Amuyi | Nhạc kết phim |

## Rating

### Trung Quốc
| Đông Phương       | Đông Phương       | Đông Phương | Đông Phương    | Đông Phương | Đông Phương   | Đông Phương    | Đông Phương   | Đông Phương                  |
| Ngày              | Tập               | CSM52       | CSM52          | CSM52       | CSM Toàn Quốc | CSM Toàn Quốc  | CSM Toàn Quốc | Ghi chú                      |
| Ngày              | Tập               | Rating %    | Rating % share | Hạng        | Rating %      | Rating % share | Hạng          | Ghi chú                      |
| ----------------- | ----------------- | ----------- | -------------- | ----------- | ------------- | -------------- | ------------- | ---------------------------- |
| 2017.1.9          | 1-2               | 0.532       | 2.896          |             | 0.32          | 2.16           | 15            |                              |
| 2017.1.10         | 3-4               | 0.65        | 3.514          |             | 0.51          | 3.43           | 10            |                              |
| 2017.1.16         | 5-6               | 0.653       | 3.488          |             | 0.382         | 2.404          | 7             | Toàn Quốc không bao gồm CCTV |
| 2017.1.17         | 7-8               | 0.513       | 2.680          |             | 0.43          | 2.62           | 10            |                              |
| 2017.1.23         | 9-10              | 0.648       | 3.267          |             | 0.51          | 3.43           | 10            |                              |
| 2017.1.24         | 11-12             | 0.675       | 3.290          |             | 0.5           | 2.73           | 10            |                              |
| 2017.2.6          | 13-14             | 0.466       | 2.253          |             | 0.339         | 1.988          | 10            | Toàn Quốc không bao gồm CCTV |
| 2017.2.7          | 15-16             | 0.613       | 2.998          |             | 0.39          | 2.2            | 13            |                              |
| 2017.2.13         | 17-18             | 0.502       | 2.798          |             | 0.34          | 2.27           | 15            |                              |
| 2017.2.14         | 19-20             | 0.446       | 2.517          |             | 0.29          | 1.96           | 16            |                              |
| 2017.2.20         | 21-22             | 0.445       | 2.527          |             | 0.32          | 2.28           | 15            |                              |
| 2017.2.21         | 23-24             | 0.554       | 3.076          |             | 0.31          | 2.18           | 14            |                              |
| 2017.2.27         | 25-26             | 0.549       | 3.312          |             | 0.34          | 2.63           | 11            |                              |
| 2017.2.28         | 27-28             | 0.424       | 2.489          |             | 0.33          | 2.51           | 12            |                              |
| 2017.3.6          | 29-30             | 0.374       | 2.36           |             | 0.21          | 1.7            | 21            |                              |
| 2017.3.7          | 31-32             | 0.394       | 2.418          |             | 0.23          | 1.86           | 19            |                              |
| 2017.3.13         | 33-34             | 0.501       | 3.188          |             | 0.21          | 1.69           | 18            |                              |
| 2017.3.14         | 35-36             | 0.516       | 3.19           |             | 0.22          | 1.76           | 19            |                              |
| 2017.3.20         | 37-38             | 0.559       | 3.395          |             | 0.24          | 1.81           | 14            |                              |
| 2017.3.21         | 39-40             | 0.679       | 4.113          |             | 0.34          | 2.59           | 12            |                              |
| 2017.3.27         | 41-42             | 0.683       | 4.213          |             | 0.28          | 2.19           | 15            |                              |
| 2017.3.28         | 43-44             | 0.644       | 3.794          |             | 0.26          | 1.96           | 17            |                              |
| 2017.4.3          | 45-46             | 0.65        | 3.627          |             | 0.31          | 2.08           | 12            |                              |
| 2017.4.4          | 47-48             | 0.6         | 3.572          |             | 0.26          | 2.03           | 13            |                              |
| 2017.4.10         | 49-50             | 0.55        | 3.447          |             | 0.23          | 1.8            | 16            |                              |
| 2017.4.17         | 51-52             | 0.551       | 3.3            |             | 0.21          | 1.61           | 18            |                              |
| Rating trung bình | Rating trung bình | 0.552       | 3.13           | N/a         |               |                | N/a           |                              |

### Hồng Kông
| Tuần              | Tập               | Ngày                           | Trung Bình | Cao Nhất | Ghi chú |
| ----------------- | ----------------- | ------------------------------ | ---------- | -------- | --- |
| 1                 | 1－5              | 8 tháng 5 năm 2017 -12 tháng 5 | 24         | 27       | Rating trung bình của tập đầu tiên là 24, rating cao nhất là 26,8 Rating trung bình 23,8 từ thứ Hai đến thứ Sáu Tính đến ngày 8 tháng 5, có rating cao nhất cho tập phim đầu tiên của năm trên TVB |
| 2                 | 6－10             | 15 tháng 5－19 tháng 5         | 24         | 28       | Tập 9 có rating trung bình là 24,8, cao nhất là 28,4 Rating trung bình 24 từ thứ Hai đến thứ Sáu                                                                                                   |
| 3                 | 11－15            | 22 tháng 5－26 tháng 5         | 23         | 26       | Rating trung bình 23,4 từ thứ Hai đến thứ Sáu |
| 4                 | 16－20            | 29 tháng 5－2 tháng 6          | 23         | 26       | Rating trung bình 22,8 từ thứ Hai đến thứ Sáu |
| 5                 | 21－25            | 2 tháng 6 - 9 tháng 6          | 24         | 27       | Rating trung bình 23,8 từ thứ Hai đến thứ Sáu |
| 6                 | 26－30            | 12 tháng 6 - 16 tháng 6        | 25         | 30       | Rating trung bình 25,1 từ thứ Hai đến thứ Sáu Bị ảnh hưởng bởi cơn bão nhiệt đới nghiêm trọng Merbok, tập 26 có rating trung bình là 29,6 , tối đa là 30,4                                         |
| 7                 | 31－35            | 19 tháng 6 - 23 tháng 6        | 25         | 28       | Rating trung bình 24,9 từ thứ Hai đến thứ Sáu |
| 8                 | 36－39            | 26 tháng 6 - 29 tháng 6        | 24         | 27       | Rating trung bình 24 từ thứ Hai đến thứ Sáu |
| 9                 | 40－44            | 3 tháng 7 - 7 tháng 7          | 24         | 29       | Rating trung bình 24 từ thứ Hai đến thứ Sáu |
| 10                | 45－49            | 10 tháng 7 - 14 tháng 7        | 25         | 27       | Rating trung bình 24,9 từ thứ Hai đến thứ Sáu Tập 49 có rating trung bình là 24,8 cao nhất là 27,3                                                                                                 |
| Rating trung bình | Rating trung bình | Rating trung bình              | 24         | 30       | |

## Nhận xét về kịch bản
Phim bám sát nguyên tác, Phim đã tái hiện những chi tiết kinh điển trong tiểu thuyết của Kim Dung. Điển hình như phân đoạn Quách Tĩnh đếm lông mi của Hoàng Dung. Không chỉ tôn trọng nguyên tác mà yếu tố võ thuật hành động trong phim cũng rất được chú trọng. Điều này giúp những trường đoạn giao đấu giữa các nhân vật trở nên rất chân thực, đẹp mắt. Bên cạnh đó, các cảnh quay ngoại cảnh trong cũng khá đẹp mắt. Yếu tố kỹ xảo chỉ chiếm 20%.
Nhưng không thể phủ nhận, phim còn tồn đọng nhiều khuyết điểm ở khâu biên tập và xử lý kỹ xảo. 